# Post-Kyoto-Prozess
Post-Kyoto-Prozess ist die Bezeichnung für den internationalen Verhandlungsprozess ab Mitte der 2000er-Jahre zur Klimaschutzpolitik, der eine über das Jahr 2012 hinausgehende völkerrechtlich verbindliche Regelung zur Reduktion von Treibhausgasen zum Ziel hatte. 2012 lief die erste Verpflichtungsperiode des Kyoto-Protokolls aus. Der Post-Kyoto-Prozess mündete 2011 in einen Beschluss über die Doha-Änderungen und eine zweite Verpflichtungsperiode vom 1. Januar 2013 bis 31. Dezember 2020, die am 2. Oktober 2020 durch die Ratifizierung Nigerias von einer ausreichenden Zahl von Ländern akzeptiert worden sind.
Ab Beginn der 2010er Jahre begannen die Verhandlungen über ein ab 2020 gültiges Klimaschutzabkommen (auch Post-2020-Abkommen). Im Jahr 2015 wurde bei der UN-Klimakonferenz in Paris 2015 beschlossen, die Erderwärmung auf deutlich unter 2 °C gegenüber vorindustriellen Zeiten zu begrenzen; angestrebt werden soll die Begrenzung des Temperaturanstiegs auf 1,5 °C.

## Verhandlungen bis 2010
Mitte der 2000er Jahre, mit Inkrafttreten des Kyoto-Protokolls und dessen erster Verpflichtungsperiode 2008–2012, begannen Verhandlungen über das internationale Klimaschutzregime und eine zweite Verpflichtungsperiode nach 2012. Es wurde vor allem auf den jährlich stattfindenden UN-Klimakonferenzen vorangetrieben, auf denen sich gleichzeitig die Unterzeichnerstaaten der Klimarahmenkonvention der Vereinten Nationen wie auch Mitglieder des genannten Kyoto-Protokolls treffen.
Eine Roadmap wurde 2007 auf Bali beschlossen. Auf der UN-Klimakonferenz in Kopenhagen im Dezember 2009 konnte nur ein Minimalkonsens ohne verbindliche CO2-Reduktionsziele gefunden werden („Copenhagen Accord“), in dem aber immerhin das sogenannte Zwei-Grad-Ziel anerkannt wurde. Auch auf der UN-Klimakonferenz Ende 2010 im mexikanischen Cancún erfolgte keine Einigung auf ein umfassendes Abkommen. Japan lehnte jedwede Verlängerung des Kyoto-Protokolls ab.

## Zweite Verpflichtungsperiode des Kyoto-Protokolls bis 2020
Auf der UN-Klimakonferenz in Durban 2011 wurde beschlossen, dass das Kyoto-Protokoll zunächst mit einer zweiten Verpflichtungsperiode verlängert werden soll; ergänzend legte man auf der UN-Klimakonferenz in Doha 2012 die konkrete Dauer bis Ende 2020 und konkrete Reduktionsziele einzelner Länder fest. Die Doha-Änderungen und damit die zweite Verpflichtungsperiode treten in Kraft 90 Tage nachdem sie von 144 Mitgliedsstaaten des Kyoto-Protokolls akzeptiert worden sind.
Am 2. Oktober 2020, also genau 90 Tage vor Ende der zweiten Verpflichtungsperiode, wurde mit der Ratifizierung Nigerias die Ratifizierungsschwelle von 144 Ländern erreicht. Die zweite Verpflichtungsperiode ist damit am 31. Dezember 2020 in Kraft, die Verbuchung von und der Handel mit Emissionszertifikaten kann erfolgen. Zu Emissionsreduktionen verpflichtete Länder müssen eine ihren Emissionen entsprechende Zahl an Zertifikaten vorweisen.

## Übereinkommen von Paris ab 2020
2015 einigten sich alle 195 Mitgliedsstaaten auf der 21. UN-Klimakonferenz in Paris im Übereinkommen von Paris darauf die Erderwärmung auf deutlich unter 2 °C – möglichst unter 1,5 °C – zu begrenzen. Hierfür reichte ein großer Teil der Staaten Pläne ein, sogenannte Intended Nationally Determined Contributions, kurz INDCs, die zugesagte nationale Klimaschutzmaßnahmen auflisten. Diese Pläne der einzelnen Staaten reichen jedoch nicht aus, um das Zwei-Grad-Ziel zu erreichen. Sollten die Staaten lediglich diese Zusagen erfüllen, ergibt sich eine globale Erwärmung von 2,6 bis 3,1 °C bis 2100 sowie ein weiterer Temperaturanstieg nach 2100. Für die Einhaltung der Zwei-Grad-Grenze ist demnach eine nachträgliche Verschärfung der Zusagen bzw. eine Übererfüllung der Ziele zwingend notwendig. Für die Begrenzung der Erdtemperatur auf einem bestimmten Niveau müssen die Treibhausgasemissionen netto auf Null zurückgefahren werden, da für eine bestimmte Temperatur nur ein begrenztes Kohlenstoffbudget zur Verfügung steht, das emittiert werden kann.
Die Verhandlungen zum Übereinkommen von Paris werden auch mit dem Begriff Post-2020 vom Post-Kyoto- bzw. Post-2012-Prozess abgegrenzt.